# Турнир ATP в Монтевидео
Турнир АТР в Монтевидео (англ. ATP Montevideo) — международный мужской профессиональный теннисный турнир, проходивший в 1994 и 1995 годах на грунтовых кортах в Монтевидео, Уругвай.

## Общая информация
Уругвайское соревнование являлось частью осенней грунтовой серии основного тура АТР, накануне сезона 1993 года по финансовым соображениям преобразованной из серии турниров в Бразилии. В том году одно из трёх подобных соревнований переехало в Аргентину, а в 1994 году высший дивизион мужского профессионального тенниса посетил Уругвай. Оба соревнования относились к базовой категории турниров АТР-тура — ATP World. Призовой фонд турнира в Монтевидео на второй год своего существования составил 203 тысяч долларов при турнирной сетке, рассчитанной на 32 игрока в одиночном разряде и 16 пар.
Попытки сохранить осеннюю грунтовую серию за счёт переноса места проведения турниров оказались безуспешными: и аргентинский и уругвайский турнир уже к 1996 году прекратили своё существование и АТР пришлось перекраивать календарь, перенося на позднюю осень два других своих турнира — в Мехико и Боготе.
Неудача с соревнованием основного тура не отпугнула местных организаторов: в 1998 году они купили себе лицензию турнира категории ATP Challenger: это соревнование просуществовало четыре сезона, после чего было закрыто. В 2005 году Montevideo Challenger возобновлён.

## Победители и финалисты
За два года проведения в турнире обозначилось господство испанских теннисистов. Испанию представляли трое из четверых финалистов в одиночном разряде и две из четырёх пар в финалах в парном разряде. Испанец Альберто Берасатеги дважды выходил в финал и один раз добился победы; в парном разряде такой же результат показали Серхио Касаль и Эмилио Санчес. Хозяев турнира представлял в финалах только один игрок — Марсело Филиппини, победивший в парном разряде в первый год проведения турнира.

### Одиночный разряд
| Год  | Победитель          | Финалист            | Счёт в финале |
| ---- | ------------------- | ------------------- | ------------- |
| 1994 | Альберто Берасатеги | Франсиско Клавет    | 6-4, 6-0      |
| 1995 | Богдан Улиграх      | Альберто Берасатеги | 6-2, 6-3      |

### Парный разряд
| Год  | Победители                    | Финалисты                   | Счёт в финале |
| ---- | ----------------------------- | --------------------------- | ------------- |
| 1994 | Луис Маттар Марсело Филиппини | Серхио Касаль Эмилио Санчес | 7-6, 6-4      |
| 1995 | Серхио Касаль Эмилио Санчес   | Иржи Новак Давид Рикл       | 2-6, 7-6, 7-6 |